# 克林頓 (喬治亞州)
克林頓（英語：Clinton）是位於美國喬治亞州瓊斯縣的一個非建制地區。該地的面積和人口皆未知。

## 地理
克林頓的座標為32°59′55″N 83°33′20″W / 32.99861°N 83.55556°W，而該地的平均海拔高度為167米（即548英尺）。